# مرد سال (ترانه لرد)
«مرد سال» (انگلیسی: Man of the Year) ترانه‌ای از لرد، خواننده-ترانه‌سرای نیوزیلندی، است که در ۲۹ مه ۲۰۲۵ از طریق یونیورسال و ریپابلیک رکوردز به عنوان دومین تک‌آهنگ از آلبوم چهارم او به نام باکره (۲۰۲۵) منتشر شد. لرد این ترانه را در ۲۰ مه ۲۰۲۵ از طریق شبکه‌های اجتماعی معرفی کرد.

## زمینه
لرد انتشار تک‌آهنگ جدید خود، «مرد سال»، را با انتشار یک کلیپ کوتاه در اینستاگرام اعلام کرد و خبر داد که این ترانه همراه با موزیک‌ ویدیویی در ۲۹ مه ۲۰۲۵ منتشر خواهد شد.  این ترانه، دومین تک‌آهنگ از آلبوم باکره (۲۰۲۵) است که پس از تک‌آهنگ آغازین ماه آوریل، «اون چی بود»، منتشر شد. لرد پیش از انتشار ترانه اعلام کرد که این اثر به کاوش در موضوعات هویت جنسیتی او می‌پردازد، موضوعی که پس از قطع مصرف قرص‌های ضدبارداری بهتر آن را درک کرده است.
لرد در مصاحبه‌ای با برنامه رادیویی Triple J استرالیا گفت که نوشتن این ترانه را با جیم-ئی استک، یک روز پس از حضور در مراسم «مردان سال» جی‌کیو در نوامبر ۲۰۲۳ آغاز کرد. او در گفت‌وگو با رولینگ استون توضیح داد که پیش از نوشتن این ترانه، روی زمین اتاق نشیمن خود نشسته بود و سعی داشت نسخه‌ای از خودش را تجسم کند که کاملاً بازتاب‌دهنده احساسش نسبت به هویت جنسیتی‌اش در آن لحظه باشد. آنچه تصور کرد، خود را با شلوار جین مردانه، تنها با یک زنجیر طلا و نوار چسب روی سینه‌اش بود؛ تصویری که به گفته او خام و ناپایدار بود. تصویر جلد تک‌آهنگ، لرد را با شلوار جین آبی، بدون بالاتنه و با نوار چسب نقره‌ای روی سینه نشان می‌دهد.  یک روز پیش از انتشار ترانه، لرد رویدادی غیرمنتظره در اوکلند (نیوزیلند) برگزار کرد و این ترانه را برای طرفداران در سرویس بهداشتی انجمن مسیحی مردان جوان پخش کرد.

## بازخورد نقادانه
فران هوپفنر از مجله Vulture این ترانه را ستود و آن را «هر چیزی جز عقب‌گرد هنری» خواند که «تمام نقاط قوت سه آلبوم قبلی را در یک ترانه واحد متمرکز کرده است». والدن گرین از پیچفورک در نقدی متعادل نوشت که ترانه «نقاط اوج یا فرود ندارد؛ فقط بالا و بالاتر می‌رود و سپس تمام می‌شود» و آن را با «چراغ سبز» لرد و «سولو» فرانک اوشن که لرد آن را در تور جهانی ملودراما کاور کرده بود، مقایسه کرد.

## موزیک‌ ویدیو
موزیک‌ویدیوی این ترانه همزمان با انتشار آن، به کارگردانی گرنت سینگر منتشر شد که لرد را با نوار چسب روی سینه در حال رقصیدن در شن در یک فضای خالی نشان می‌دهد.  هوپفنر به شباهت‌های بصری بین مکان ضبط ویدیو و هنر چیدمانی دائمی اتاق زمین نیویورک (آپارتمانی پر از خاک اثر والتر د ماریا) اشاره کرد.